# Cedar City (Utah)
Cedar City es una ciudad del condado de Iron, estado de Utah (Estados Unidos), a unos 400 km al sur de Salt Lake City en la carretera interestatal 15. Allí se encuentra la Southern Utah University (Universidad del sur de Utah) y se celebra el Utah Shakespearean Festival, además de otros festivales. Según el censo de 2000, la población de la ciudad era de 20.527 habitantes, se estima una población en 2019 de 34 764  habitantes La ciudad comparte el rápido crecimiento de la mayor parte del sudoeste de Utah, desde finales de los años 1980.

## Geografía
Cedar City se encuentra en las coordenadas 37°40′57″N 113°4′28″O / 37.68250, -113.07444. A una altitud de 1.778 metros.
Según la oficina del censo de Estados Unidos, la ciudad tiene un área total de 52,0 km².

## Demografía
Según el censo de 2000, había 20.527 habitantes, 6.486 casas y 4.682 familias residían en la ciudad. La densidad de población era 394,5 habitantes/km². Había 7.109 unidades de alojamiento con una densidad media de 136,6 unidades/km².
La máscara racial de la ciudad era 92,06% blanco, 2,53% afroamericano, 1,11% indio americano, 0,47% asiático, 0,33% de las islas del Pacífico, 1,65% de otras razas y 1,86% de dos o más razas. Los hispanos o latinos de cualquier raza eran el 4,14% de la población.
Había 6.486 casas, de las cuales el 39,0% tenía niños menores de 18 años, el 59,8% eran matrimonios, el 9,1% tenía un cabeza de familia femenino sin marido, y el 27,8% no eran familia. El 16,3% de todas las casas tenían un único residente y el 5,8% tenía sólo residentes mayores de 65 años. El promedio de habitantes por hogar era de 3,07 y el tamaño medio de familia era de 3,37.

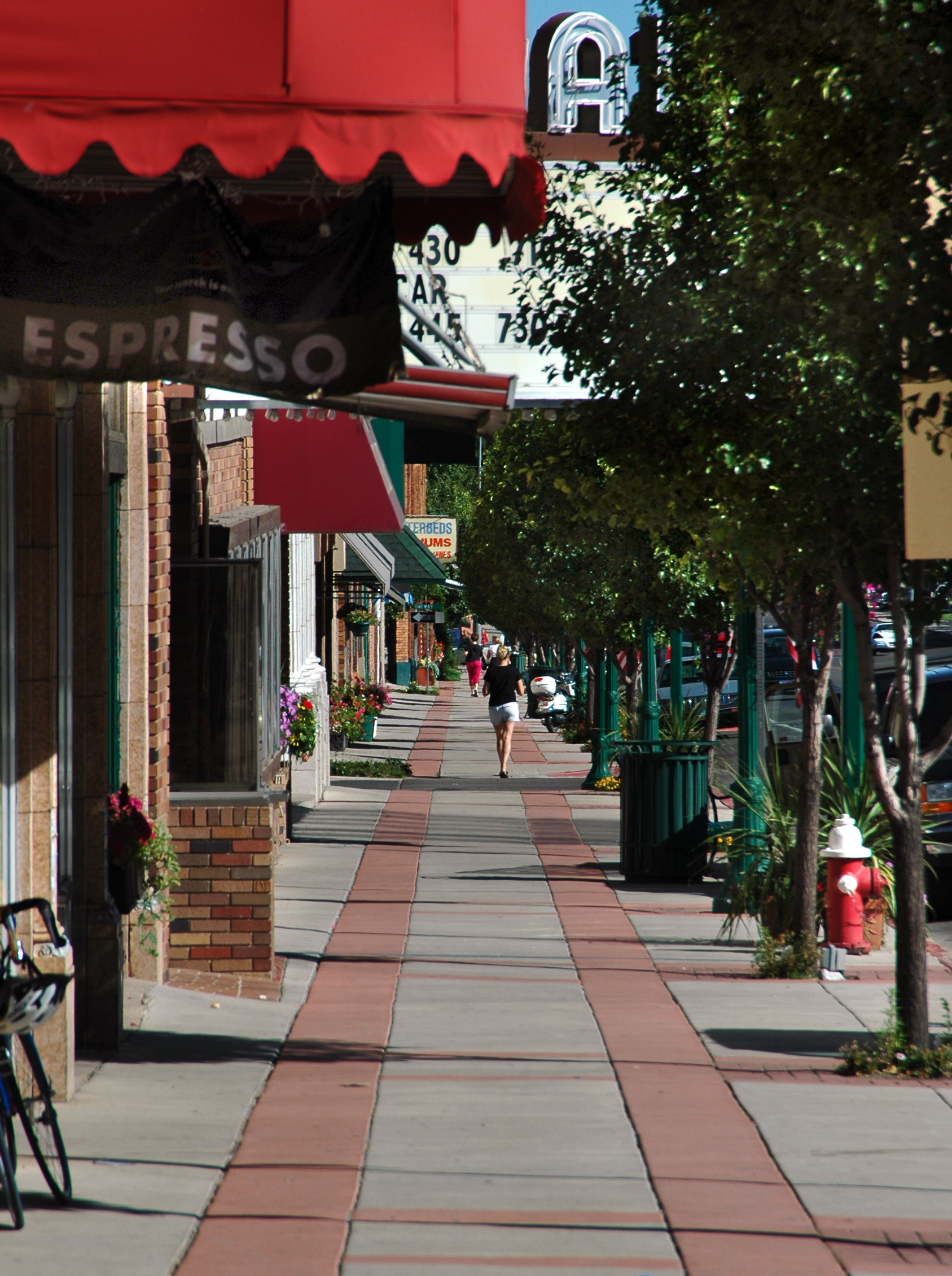
Centro histórico de Cedar City.

El 28,2% de los residentes era menor de 18 años, el 27,4% tenía edades entre los 18 y 24 años, el 22,6% entre los 25 y 44, el 14,0% entre los 45 y 64, y el 7,8% tenía 65 años o más. La media de edad era 23 años. Por cada 100 mujeres había 95,6 hombres. Por cada 100 mujeres de 18 años o más, había 91,0 hombres.
El ingreso medio por casa en la ciudad era de 32.403$, y el ingreso medio para una familia era de 37.509$. Los hombres tenían un ingreso medio de 31.192$ contra 19.601$ de las mujeres. Los ingresos per cápita para la ciudad eran de 14.057$. Aproximadamente el 14,5% de las familias y el 22,1% de la población estaban por debajo del nivel de pobreza, incluyendo el 20,2% de menores de 18 años y el 4,2% de mayores de 65.